# LadyBird (目黒区)
株式会社LadyBird（英文社名；LadyBird Co., Ltd）は、東京都世田谷区に会社を置いていた日本の古典的芸能プロダクション。

## 概要
2008年2月、磯部あやが東京都世田谷区に設立。
なお、株式会社フロム・ファーストプロダクション傘下の東京都千代田区に本社を置く芸能プロダクション「株式会社LadyBird」（設立：1989年1月）とは別会社である。

## かつて所属していたタレント
- 遠野舞子
- 如月音流
- Rico